# Pieter Jansen
Pieter Jansen (Róterdam, 25 de enero de 1882 - Ámsterdam, 2 de abril de 1955) fue un botánico, pteridólogo, briólogo, y agrostólogo neerlandés.
Estuvo involucrado en investigaciones sobre la flora de la región de Malasia: Indonesia, Filipinas, Nueva Guinea, Singapur, Brunéi, concentrándose específicamente en la taxonomía de la familia Poaceae.

## Algunas publicaciones
- 1953. Notes on Malaysian grasses. Ed. Archipel. 126 pp.

## Eponimia
Género
- (Poaceae) Jansenella Bor[1][2]

Especies
- (Poaceae) Bromus × jansenii A.Camus ex Jansen[3]
- (Poaceae) Digitaria jansenii Veldkamp[4]
- (Poaceae) Festuca jansenii Markgr.-Dann. ex P.Royen[5]
- (Poaceae) Glyceria × jansenii P.Fourn.[6]